# Manuel Schmitt (Regisseur, 1988)

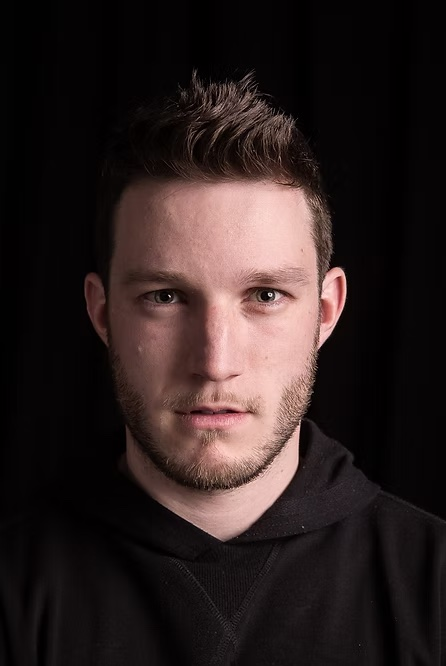
Manuel Schmitt, 2017

Manuel Schmitt (* 8. November 1988 in Oberhausen) ist ein deutscher Opernregisseur, Theaterregisseur und Filmemacher.

## Leben
Manuel Schmitt wuchs in Mülheim an der Ruhr auf, wo er in jungen Jahren Klavierunterricht und später Cellounterricht erhielt. Als Kinderdarsteller stand er von 1999 bis 2001 in Peter Maffays Musical „Tabaluga und Lilli“ im damaligen Teatro Centro, dem heutigen Metronom Theater, auf der Bühne. Als Jugendlicher begann er erstmals bei Laientheatern selbst Regie zu führen und hospitierte am Aalto Musiktheater in Essen bei Tilman Knabe und Andreas Baesler.
Von 2009 bis 2013 studierte Schmitt Regie an der Theaterakademie August Everding in München. Von 2013 bis 2016 studierte er Philosophie an der Hochschule für Philosophie in München. Über drei Jahre war Schmitt Regieassistent von Willy Decker bei der Ruhrtriennale in Bochum. Es folgten fünf Jahre als Regieassistent bei den Bayreuther Festspielen. Später folgten Assistenzen an der Royal Opera Covent Garden in London, sowie an der Oper Frankfurt.
Während des Studiums inszenierte Schmitt in München unter anderem eine Bearbeitung von Nuran David Calis „Frühlings Erwachen“, „Bungee Jumping“ von Jaan Tätte, sowie Lukas Bärfuss Schauspiel „Parzival“. 2012 folgte die erste Opernregie mit Gioachino Rossinis „L'inganno felice“ im Akademietheater in München.
Der Richard Wagner Verband München nahm ihn 2012 in seine Stipendienstiftung auf.
Mit einem Cross-over Projekt aus Philip Glass Musiktheater „Galileo Galilei“ und Heinar Kippardts Schauspiel „In der Sache J. Robert Oppenheimer“ in der Reaktorhalle in München schloss er Schmitt sein Regiestudium mit dem Diplom ab.

## Schaffen
2013 begann Schmitt seine Karriere als freischaffender Regisseur. Zunächst am Theater an der Rott in Eggenfelden, wo er das Schauspiel „Quartetto“ von Ronald Harwood inszenierte. In der Hauptrolle spielte Gerd Lohmeyer. Es folgte in der nächsten Spielzeit Jacques Offenbachs Operette Die Großherzogin von Gerolstein, ebenfalls im Theater an der Rott, wo Intendant Karl Sibelius die Titelpartie übernahm.
2014 arbeitete er mit dem ungarischen Regisseur Arpad Schilling gemeinsam an der Bayerischen Staatsoper. Zusammen entwickelten und inszenierten Schmitt und Schilling das Theaterprojekt „Jugend einer Stadt“ zu den Münchner Opernfestspielen der Bayerischen Staatsoper.
Es folgten zwei Inszenierungen am Nordharzer Städtebundtheater. Dort inszenierte Schmitt zunächst 2015 Johanna Jägers Schauspiel „Frau Holle“ nach den Brüder Grimm sowie 2016 „Die goldene Gans“ von Raphael Protiwensky.
2015 wurde seine Inszenierung von „Die Großherzogin von Gerolstein“ ans Theater Trier übernommen, wo sie in einer überarbeiteten Fassung erneut von Schmitt umgesetzt wurde.
Im Juli 2016 führte Schmitt Regie auf der Lueg Arena in der Schweiz bei einer Berndeutschen Fassung von Rossinis „Il barbiere di Siviglia“ unter dem Berndeutschen Titel „Der Schärer vo Ämmewil“.
2017 stellte Schmitt seinen Debütfilm Glass Between Us fertig, der am 22. März beim Sydney World Film Festival Australien Weltpremiere feierte. Der Dokumentarfilm über einen Insassen im texanischen Todestrakt und dessen Familie ist seine erste Arbeit im Genre Film. Für diesen Film wurde er beim International Filmmaker Festival in Berlin als "Best Director of a Short Documentary" ausgezeichnet.
Drei Mal hat er bereits am Musiktheater im Revier inszeniert. 2018 inszenierte er dort die Oper Die Perlenfischer von Georges Bizet, sowie Otello 2021. 2022 inszenierte er die Rockoper Krabat des Komponisten-Kollektivs Himmelfahrt Scores und der Steampunk-Band Coppelius.
Manuel Schmitt inszeniert u. a. am Staatstheater Nürnberg, an der Bayerischen Staatsoper, am Musiktheater im Revier, der Oper Frankfurt und an der Deutschen Oper am Rhein.

## Wirken
Schmitt hält Vorträge über seine Arbeit als Regisseur, unter anderem bei den Bayreuther Festspielen im Rahmen des „Zäsuren“ Programms, wo er Festspielbesuchern Einblicke in die Entstehungsprozesse der Inszenierungen bietet. Im März 2015 referierte er im Rahmen des Richard Wagner Verbands München zum Thema „Kinder, schafft Neues – über junge Regie und neue Inszenierungsansätze“ im Künstlerhaus am Lenbachplatz in München.
Schmitt folgt regelmäßig Einladungen zu Gastdozenturen an der Fakultät für Kulturwissenschaften der Ludwig-Maximilians-Universität München oder an der Bayerischen Theaterakademie August Everding.

## Inszenierungen (Auswahl)
- 2014: Jugend einer Stadt – Ein Mehrgenerationenprojekt (Bayerische Staatsoper München)
- 2017: Der kleine Prinz (Bayerische Staatsoper München)
- 2019: Requiem für einen Lebenden (Bayerische Staatsoper München)
- 2021: Romeo und Julia (Deutsche Oper am Rhein Düsseldorf)
- 2021: Carmen (Bibliothek von Alexandria, Ägypten)
- 2023: Don Giovanni (Bibliothek von Alexandria, Ägypten)

## Filmografie
- 2017: Glass Between Us (Regie, Produktion)

## Auszeichnungen
- 2017: Best Director of a Short Documentary beim Internationalen Filmmaker Festival Berlin für Glass Between Us
- 2024: Shortlist der International Opera Awards in der Rubrik „Rediscovered Work“ für Doppelabend Erwartung / Der Wald